# コミックリリーフ (慈善団体)
コミックリリーフ（英語：Comic Relief）とは、1985年にエチオピアの飢饉を救うためにコメディ脚本家リチャード・カーティスと芸人レニー・ヘンリーによって設立されたイギリスの慈善事業である。
イギリスの文化ともなっている2年に1回、姉妹プロジェクトのSport Reliefと交互に開催される番組である。3月に レッド・ノーズ・デイ（Red Nose Day、赤鼻の日）と呼ばれる参加者・募金者等が道化師が付けるような赤い付け鼻を身に着けるイベントが大きな目玉である。
寄付を集めるために、さまざまな関連商品が販売される。代表的な商品は、「赤い付け鼻（トマトだったり、毛むくじゃらだったりする）」である。

## 目的
貧しい人々や恵まれない人々の生活に前向きで持続的な変化をもたらすことであり、人々の差し迫ったニーズに対処する仕事に投資するとともに貧困と不正の根本原因に取り組むこと

## 原則
寄付されたすべての募金額を寄付すること、必要経費やスタッフの出演料は分配されるまでの募金の利子とスポンサー企業から提供される。

## 批判
募金額の多くが女性支援の慈善団体に行くことから男女平等に沿わないという批判がある。また本来の目的とは異なる対象への募金利用が指摘されたり、「貧困ポルノ」呼ばわりと共に「今年の最も不快でステレオタイプな募金動画」として「ラスティラジエーター」賞が授与された。
2019年2月、英国労働党の政治家がコミックリリーフスタッフのウガンダ取材旅行でソーシャルメディアに投稿した「アフリカは『疲弊と助けようがないステレオタイプ』がいつまでも続いている」に対して、「世界はこれ以上白人の救世主を必要としない」と述べ批判した。その結果、2007年以来最低の募金額となった。

## 他国の関連イベント
アメリカ合衆国
2015年にコミックリリーフ.INCの後援で NBCで放送されRed Nose Day が毎年開催されている。イギリスに触発されて1986年にComic Relief USAが発足し不定期にイベントを開催している。
オーストラリア
1988年、乳幼児突然死症候群の研究資金を集めるために同コンセプトを導入した。それ以来、Red Nose Dayが毎年6月の最終金曜日に開催される。
ドイツ
2003年から、プロジーベンが番組提供し、募金用の赤い鼻の販売と、レッドノーズデーが開催されている。
ロシア
2007年4月1日、深刻な病気（心臓病など）に苦しんでいる子供たちを助けるために「Red Nose、Kind Heart」と題した同様の慈善キャンペーンが開始された。
そのほか、フィンランド、アイスランド、ベルギーなどでも同様のイベントが行われている。